# Église paroissiale de Saint-Valery-en-Caux
L’église Saint-Valery de Saint-Valery-en-Caux est une église catholique située à Saint-Valery-en-Caux, en France. 

## Localisation
L'église est située au 50 Rue d'Ectot.

## Classement
L'église fait l’objet d’une inscription au titre des monuments historiques depuis le 28 mars 1977. 